# La vera disco
La vera disco è un singolo dei Ridillo pubblicato nel 2001.
La band cambia etichetta passando alla New Music International di Pippo Landro. Il primo brano che pubblicano è La vera disco, scritto da Daniele Benati, Matteo Bianchi e Roberto Ferrante. Quattro versioni ballabili disco-house, ma con riferimenti funk al sound di Kool & the Gang. Verrà incluso su album solo dieci anni più tardi, in Playboys.

## Tracce
CD singolo (New Music NSCD 170)
1. La vera disco (planet radio mix) - 3:57
2. La vera disco (planet extended mix) - 5:07
3. La vera disco (dolphins remix) - 4:17
4. La vera disco - 4:14